# Shimao
Shimao ( Chino: 石峁; pinyin: Shímǎo) es un sitio neolítico en el condado de Shenmu, Shaanxi, China. El sitio está ubicado en la parte norte de la meseta de Loes, en el extremo sur del desierto de Ordos. Está fechado alrededor del año 2000 a. C., cerca del final del período de la Cultura de Longshan, y es el sitio amurallado más grande conocido de ese período en China, con 400 ha. Originalmente se creía que las fortificaciones de Shimao eran una sección de la Gran Muralla China, pero el descubrimiento de piezas de jade provocó una investigación arqueológica.

Vista aérea del sitio de Shimao

Tallado en relieve en las paredes de Shimao

La ciudad estaba rodeada por muros de piedra interiores y exteriores, en contraste con los muros de tierra apisonada típicos de los sitios de Longshan en la llanura central y Shandong. Los muros tenían un espesor promedio de 2,5 metros, con perímetros de aproximadamente 4200 m y 5700 m respectivamente, y cuentan con puertas, torreones y torres de vigilancia. El sitio más antiguo, el "centro del palacio", era una gran pirámide escalonada basada en una colina de loess que había sido reelaborada para hacer 11 plataformas, con una altura de 70 m. Cada uno de ellos estaba reforzado con contrafuertes de piedra. En lo alto de esta pirámide se construyeron palacios de tierra apisonada. El centro de la ciudad contenía una plataforma de paredes de piedra, interpretada como un complejo palaciego, y zonas residenciales, cementerios y talleres artesanales densamente poblados. Las características inusuales incluyen jade incrustado en las murallas de la ciudad, posiblemente para proporcionar protección espiritual, esculturas en relieve de serpientes y monstruos, y pinturas de patrones geométricos en las paredes interiores. Aproximadamente 80 cráneos humanos se encontraron bajo la puerta de la ciudad, principalmente de niñas, lo que sugiere un sacrificio ritual.
Desarrollos como el trabajo del bronce, el trigo, la cebada, las ovejas, las cabras y el ganado parecen aparecer aquí antes que en otras partes de China, lo que demuestra que sus habitantes se comunicaban con los pueblos de las estepas euroasiáticas a través de extensas redes comerciales. Además, se han encontrado materiales probablemente del sur de China, como tambores de piel de cocodrilo, lo que indica un comercio norte-sur en lo que ahora es la China moderna. Se cree que los delgados huesos curvos descubiertos en Shimao son la evidencia más antigua conocida del arpa de mandíbula, un instrumento que se ha extendido a más de 100 grupos étnicos diferentes, lo que sugiere posibles orígenes chinos. 
La hipótesis predominante sobre el abandono de Shimao está ligada a un cambio rápido a un clima más frío y seco en la meseta de Loess, desde 2000 hasta 1700 a. C. Este cambio ambiental probablemente llevó a las poblaciones a trasladarse a la llanura central (China), dejando el sitio para ser olvidado hasta el siglo XXI.

## Galería

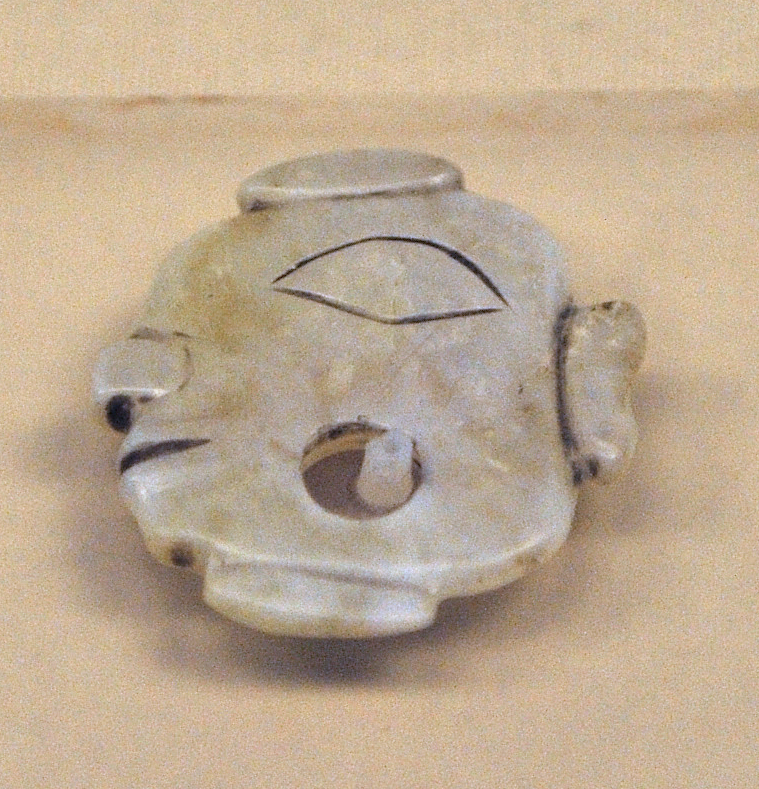
Cabeza de jade, Museo de Historia de Shaanxi
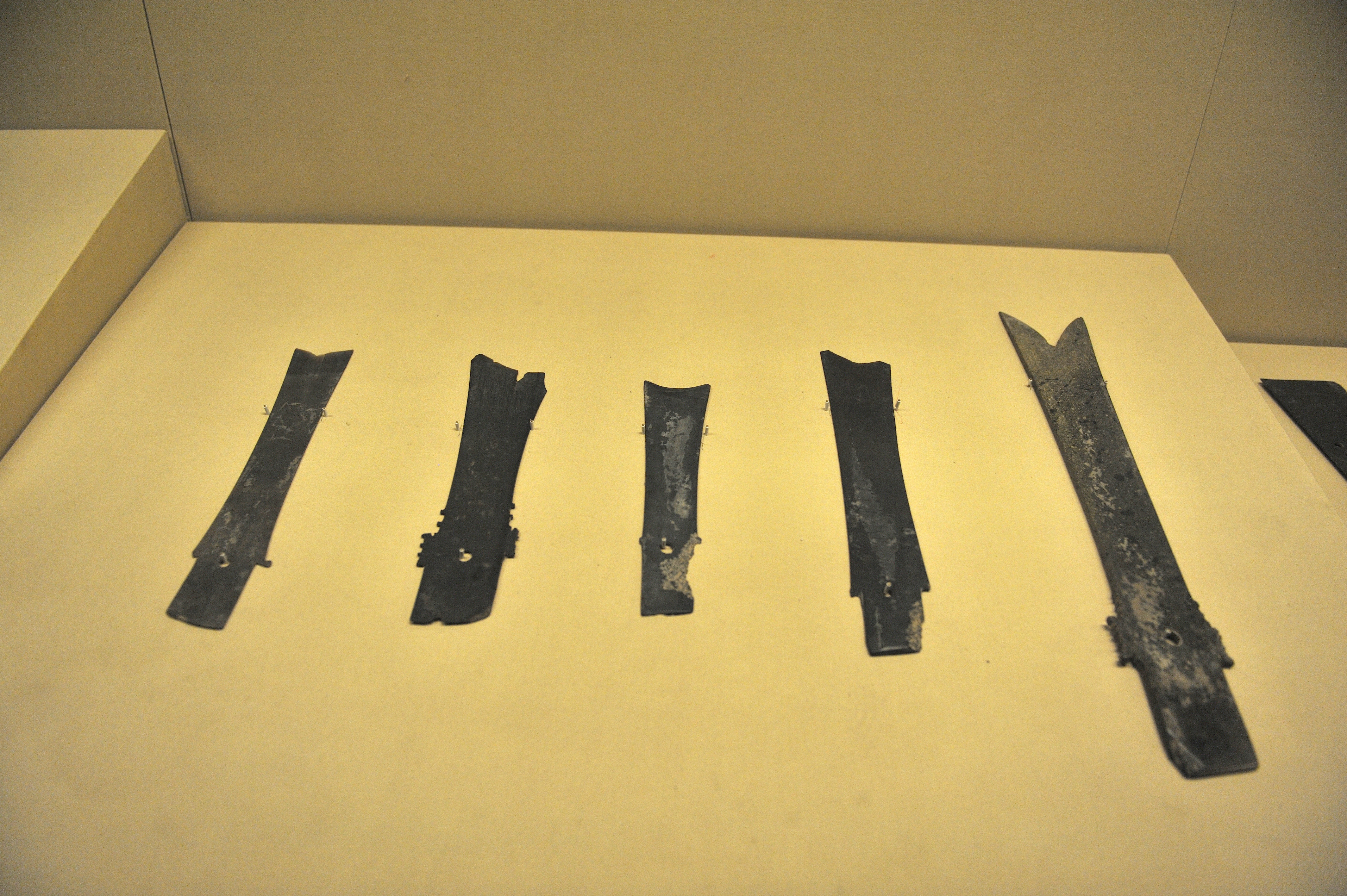
Desenterraron hojas de jade ( zhang ) en el sitio de Shijie en Shaanxi.